# 1343
1343 (MCCCXLIII) a fost un an obișnuit al calendarului iulian, care a început într-o zi de vineri.

## Evenimente
- 19 ianuarie: Armistițiul de la Malestroit, încheiat între regii Angliei și Franței, ca urmare a intervenției papei Clement al VI-lea.
- 19 ianuarie: La moartea regelui Robert "cel Înțelept" al Neapolelui, tronul revine fiicei sale Ioana (ca și comitatul de Provence), al cărei soț, Andrei de Ungaria, solicită împărțirea regatului; intervenția regelui Ungariei și a papei Clement al VI-lea.
- 27 ianuarie: Papa Clement al VI-lea lansează bula "Unigenitus"; printre altele, se pun bazele emiterii de indulgențe de către Biserica catolică.
- 24 februarie: Înțelegerea de la Poznan, prin care Boguslav al V-lea de Pomerania și frații săi se aliază cu regele Cazimir al III-lea "cel Mare" al Poloniei împotriva cavalerilor teutoni.
- 20 martie: Ordonanță care instituie monopolul asupra comerțului cu sare în Franța.
- 12 aprilie: Bulă a papei Clement al VI-lea îndreptată împotriva împăratului Ludovic de Bavaria, care este somat să renunțe la titlul imperial.
- 23 aprilie: Începe răscoala din "noaptea Sf. Gheorghe" în Estonia; regii Danemarcei sunt nevoiți să cedeze teutonilor teritoriul din nordul Estoniei.
- 23 aprilie: Regatul Franței achiziționează provincia Dauphine.
- 4 mai: Cei patru regi ai Estoniei sunt uciși, ca urmare a incitărilor din partea teutonilor, stabiliți deja în Livonia.
- 8 iulie: Tratatul de la Kalisz dintre regele Poloniei și cavalerii teutoni: Kujawia revine regelui Cazimir al III-lea, în schimbul recunoașterii stăpânirii teutonilor asupra Pomeraniei, Gdanskului și a regiunii Chelmno.
- 26 iulie: Răscoală populară la Florența; dictatorul Gauthier al VI-lea de Brienne este alungat, la conducerea Republicii fiind numită o seniorie compusă din reprezentanți a 21 de bresle.
- 15 august: Regele Magnus al II-lea al Suediei este silit de nobilii norvegieni, adunați la Varberg, să abdice de la tronul Norvegiei, în favoarea fiului său, Haakon al VI-lea.
- 1 septembrie: Regele Franței obține eliberarea lui Jean de Montfort.
- 25 noiembrie: Un tsunami, provocat de un cutremur, devastează Amalfi, în Italia.

### Nedatate
- Djanibeg, hanul Hoardei de Aur, alungă din nou pe negustorii europeni (genovezi și venețieni) și asediază Caffa.
- Falimentul companiei familiei Peruzzi la Florența, ca urmare a imposibilității recuperării datoriilor de la regele Neapolelui și de la regele Angliei; ascensiunea unor noi companii florentine (Bardi, Acciaiuoli, Bonaccorsi).

## Arte, științe, literatură și filozofie
- 3 septembrie: Se înființează Universitatea din Pisa, prin bula In supremae dignitatis, emisă de papa Clement al VI-lea.

## Nașteri
- Andrea di Buonaiuto, pictor italian (d. 1377)
- Chokei, împărat al Japoniei (d. 1394)
- Geoffrey Chaucer, 57 ani, lingvist, poet, textier, filosof, politician, traducător, astrolog și scriitor englez (d. 1400)
- Giovanni Conversini, umanist și jurist italian (d. 1408)
- Paolo Alboino della Scala, senior al Veronei (d. 1375)
- Tommaso Mocenigo, doge al Veneției (d. 1423)

## Decese
- 19 ianuarie: Robert de Anjou (cel Înțelept), 69 ani, rege a Neapolelui și conte de Provence (n. 1276)
- 29 mai: Francesco I Manfredi, 82 ani, senior de Faenza (n. 1260)
- 22 iunie: Aimon, 51 ani, conte de Savoia (n. 1291)
- 2 decembrie: Ademaro Romano, 62 ani, amiral italian (n. 1280)
- 15 decembrie: Hasan Kucek, 23 ani, conducător iranian din dinastia chupanidă (n.c. 1319)

### Nedatate
- Oldrado da Ponte, 72 ani, jurist italian (n.c. 1270)

- Veera Ballala al III-lea, 51 ani, conducător al statului indian Hoysala (n. 1291)